# Hey Mama (singel Black Eyed Peas)
Hey Mama – singel amerykańskiej grupy Black Eyed Peas pochodzący z jej trzeciego albumu studyjnego Elephunk. 12 stycznia 2004 został wydany jako trzeci promujący tę płytę. Do utworu został zrealizowany teledysk w reżyserii Emily Robison i Rainbows & Vampires. Piosenka została wykorzystana w komediowym filmie, pt. Garfield.